# 任壽祺
任壽祺（1880年11月18日—1949年），江西鉛山永平八角井人。1893年，參加鵝湖書院甄別考試，列次等第一。1902年秋，於鄉試落榜。1905年8月，通過縣令朱炳光舉行的選派留學生赴日的考試，後雖受阻仍決意東渡求學。留日期間曾與孫中山會面交談。
1908年，來自江西廣信和饒州的在日學生組織起「廣饒協會」，每月刊發《白話報》一冊，壽祺任擔任總編。另外有江西留學生創辦的《江西雜誌》、《鐵道雜誌》也由任壽祺擔任總編。《江西雜誌》創刊中，任壽祺寫下「一聲杜宇啼鄉國，再造仔肩付與誰」這首頌志詩。
1911年12月30日，南京臨時政府成立，任壽祺受聘為江浙聯軍工兵部鐵路科長，後改任顧問。隨後再改任山東督軍胡瑛的軍法長。
1912年春，李烈鈞任江西都督，電邀任壽祺回贛工作，胡瑛表示拒絕。同年8月，任壽祺回鄉省親路過南昌，江西士友進行挽留，任壽祺便補選為省黨部幹事，辦理廣饒十四縣黨務。1913年4月20日，任壽祺當選江西省議會議長。
8月25日，江西議會被袁世凯解散。任壽祺初避饒州，後取道湖口、九江，乘渡輪潛往上海。11月，最終再次逃亡日本。
1914年，任壽祺加入中華革命黨，擔任總務部第三局局長，掌理海外支部。
1915年12月，袁世凱稱帝。任壽祺以江西省議會議長名義發表通電，表示「吾人惟有聯合海內外同志，本向日純粹犧牲之精神，繼續革命而已。苟能于陰霾沉霧之中，力辟光明徑路，則頹波庶幾可挽，惡魔指顧可逐。救國之道，莫逾於此也。」任壽祺同時致函在英國的李烈鈞，促其「乘時崛起，速赴國難。」
袁世凱稱帝失敗後，江西議會促任壽祺回贛返任議長一職。1917年7月1日，張勛復辟，任壽祺以江西議長之名通電反對，呼籲各省「協力同心，速定大計。會師寧都，勒馬燕雲，殄彼妖魔，還我民國。」
1918年7月1日，任壽祺之江西議長之任期屆滿。
抗日戰爭期間，任壽祺當選江西參議院議員。1944年，壽祺當選首任縣參議會議長。
1949年3月16日，病逝於永平。